# درامهلر
درامهلر (انگلیسی: Drumheller؛ ‏ ‎/drʌmˈhɛlər/‎) شهری در بدبوم‌های آلبرتای مرکزی کاناداست که در ۱۱۰ کیلومتری شمال شرقی کلگری واقع شده‌است. این شهر نامش را از «ساموئل درامهلر» می‌گیرد که عملیات استخراج از معدن‌کاری زغال‌سنگ را در سال ۱۹۱۱ در نزدیکی این شهر راه‌اندازی نمود. مطابق سرشماری ۲۰۲۱ اداره آمار کانادا، این شهر ۷٬۹۰۹ نفر جمعیت دارد و تراکم جمعیتی آن ۷۳٫۵ کیلومتر مربع است.